# Pietro Brollo
Pietro Brollo (Tolmezzo, 1º dicembre 1933 – Tolmezzo, 5 dicembre 2019) è stato un arcivescovo cattolico italiano.

## Biografia
È nato a Tolmezzo il 1º dicembre 1933.

### Formazione e ministero sacerdotale
Ha frequentato il ginnasio dai Salesiani e nel 1949 è entrato nel seminario arcivescovile di Udine, ove ha completato il liceo classico. Nel 1953 si è trasferito a Roma per proseguire gli studi, conseguendo la laurea in teologia presso la Pontificia Università Lateranense.
Il 17 marzo 1957 è stato ordinato presbitero dall'arcivescovo di Udine Giuseppe Zaffonato.
È stato viceassistente diocesano della FUCI e cappellano festivo di Passons e di Rizzi.
Rettore del seminario arcivescovile di Udine dal 1972 al 1976 e successivamente arciprete di Ampezzo, il 22 luglio 1981 è stato nominato arciprete di Gemona del Friuli.

### Ministero episcopale
Nominato vescovo ausiliare di Udine, titolare di Zuglio, il 21 ottobre 1985, il 4 gennaio 1986 ha ricevuto l'ordinazione episcopale nel duomo di Gemona del Friuli dalle mani dell'arcivescovo Alfredo Battisti, co-consacranti i vescovi Domenico Pecile ed Emilio Pizzoni.
Il 2 gennaio 1996 è stato nominato vescovo di Belluno-Feltre.
Il 28 ottobre 2000 è stato promosso arcivescovo metropolita di Udine iniziando il ministero episcopale il 7 gennaio 2001.
L'11 luglio 2004 ha conferito l'ordinazione episcopale a Lucio Soravito De Franceschi.
È stato membro della Commissione episcopale per la cultura e le comunicazioni sociali della Conferenza Episcopale Italiana.
Il 20 agosto 2009, in accoglimento alla sua rinuncia all'ufficio pastorale per raggiunti limiti d'età, e a seguito della nomina del suo successore, è stato nominato amministratore apostolico di Udine, incarico che ha ricoperto fino al 18 ottobre 2009.
È morto il 5 dicembre 2019; riposa nella cripta della cattedrale di Udine.

## Genealogia episcopale e successione apostolica
La genealogia episcopale è:
- Cardinale Scipione Rebiba
- Cardinale Giulio Antonio Santori
- Cardinale Girolamo Bernerio, O.P.
- Arcivescovo Galeazzo Sanvitale
- Cardinale Ludovico Ludovisi
- Cardinale Luigi Caetani
- Cardinale Ulderico Carpegna
- Cardinale Paluzzo Paluzzi Altieri degli Albertoni
- Papa Benedetto XIII
- Papa Benedetto XIV
- Cardinale Enrico Enriquez
- Arcivescovo Manuel Quintano Bonifaz
- Cardinale Buenaventura Córdoba Espinosa de la Cerda
- Cardinale Giuseppe Maria Doria Pamphilj
- Papa Pio VIII
- Papa Pio IX
- Cardinale Alessandro Franchi
- Cardinale Giovanni Simeoni
- Cardinale Antonio Agliardi
- Cardinale Basilio Pompilj
- Cardinale Adeodato Piazza, O.C.D.
- Vescovo Girolamo Bartolomeo Bortignon, O.F.M.Cap.
- Arcivescovo Alfredo Battisti
- Arcivescovo Pietro Brollo

La successione apostolica è:
- Vescovo Lucio Soravito De Franceschi (2004)